# Maurice White (zanger)
Maurice White (Memphis (Tennessee), 19 december 1941 – Los Angeles, 3 of 4 februari 2016) was een Amerikaans muzikant en producent. Hij was bekend als de oprichter en zanger van de band Earth, Wind & Fire.

## Biografie
White werd in Memphis opgevoed door zijn grootmoeder. Hij ging regelmatig op familiebezoek in Chicago; zijn stiefvader Verdine Adams was dokter en amateursaxofonist. White zou eveneens medicijnen gaan studeren, maar koos uiteindelijk voor de muziek; een voorbeeld dat werd gevolgd door zijn broers Verdine en Fred die eveneens terechtkwamen in Earth, Wind & Fire. In Memphis had White al een band  gevormd met Booker T. Jones; na zijn verhuizing naar Chicago begon hij in de jaren 60 als sessiedrummer bij het Chess-label; hij was onder meer te horen op Rescue Me van Fontella Bass en de eerste soloplaat van Minnie Riperton. Tussen 1966 en 1969 speelde hij in het trio van pianist Ramsey Lewis. 
In 1969 richtte hij The Salty Peppers op dat de voorloper werd van Earth Wind & Fire. Aanvankelijk was White alleen de percussionist, pas vanaf 1973 trad hij op de voorgrond naast Philip Bailey, eveneens een zingende percussionist. White zei daarover in 2004 in het maandblad Aloha; "Het was nooit de bedoeling geweest dat ik zanger zou worden, maar Philip zong zo hoog dat er als contrast wel een echte mannenstem bij moest". Nadat Earth Wind & Fire in 1975 doorbrak begon White zijn eigen productiemaatschappij; Kalimba, vernoemd naar de Afrikaanse duimpiano die hij had leren spelen in zijn periode bij Ramsey Lewis en veelvuldig gebruikte op nummers van EWF. White produceerde platen van onder andere Deniece Williams en The Emotions (onder meer te horen op Boogie Wonderland) die ook het voorprogramma verzorgden bij tournees. 
De succesperiode van EWF duurde tot begin jaren 80; daarna raakte de inspiratie op en ging de band in 1984 tijdelijk – zo bleek achteraf – uit elkaar; White produceerde voor Barbra Streisand en Neil Diamond en bracht in 1985 een titelloze soloplaat uit waarop hij – in de stijl van EWF – Ben E. King's Stand By Me coverde. In 1987 maakte Earth Wind & Fire een comeback met White, Bailey en percussionist Ralph Johnson als kernleden. Een paar jaar later werd bij White de ziekte van Parkinson vastgesteld, hetgeen ertoe leidde dat hij zich na 1993 terugtrok. White maakte dit nieuws pas in 1996 bekend; datzelfde jaar; hij bleef echter tot 2000 werkzaam als producer en songschrijver via zijn platenlabel Kalimba Records, en deed enkel nog mee bij speciale gelegenheden.

### Overlijden
Maurice White overleed op 4 februari 2016 op 74-jarige leeftijd in zijn slaap.
Hij kampte jaren lang met een milde vorm van Parkinson. Broer Verdine plaatste het volgende bericht op de EWF-band site: 'My brother, hero and best friend Maurice White passed away peacefully last night in his sleep. While the world has lost another great musician and legend, our family asks that our privacy is respected as we start what will be a very difficult and life-changing transition in our lives. Thank you for your prayers and well wishes'.

### Biografie 'My Life With Earth, Wind & Fire'
Vrij kort na het overlijden werd de biografie 'Maurice White - My Life With Earth, Wind & Fire' uitgebracht. Het boek geeft een inkijkje hoe hij zijn visie gestalte gaf. Hij besluit zijn biografie met: 'For the majority of my life, I believed that Earth, Wind & Fire was my gift to humanity. Now I believe that Earth, Wind & Fire was humanity' s gift to me'.  
- Bibsys: 45700
- Biblioteca Nacional de España: XX1788802
- Bibliothèque nationale de France: cb13976969g (data)
- Gemeinsame Normdatei: 134555759
- International Standard Name Identifier: 0000 0001 1613 2380
- Library of Congress Control Number: no91019539
- MusicBrainz: e16cc224-7803-46cb-8615-ccf9068199a1
- Bibliotheek van het Japanse parlement: 001118266
- Nationale Bibliotheek van Tsjechië: xx0204706
- Nederlandse Thesaurus van Auteursnamen: 071025154
- Istituto Centrale per il Catalogo Unico: MODV261999
- LIBRIS: 394487
- SNAC: w6676c4q
- Système universitaire de documentation: 086927213
- Virtual International Authority File: 29096574
- WorldCat: E39PBJvXdMCwDGM3D9FHkPPYT3